# Bruno Pirazzoli
Bruno Pirazzoli (Bologna, 20 maggio 1913 – 1999) è stato un cestista italiano.

## Carriera
Di ruolo centro, ha militato per tre stagioni (di cui due in massima serie) nella Virtus Bologna, con cui ha vinto la Prima Divisione maschile FIP 1934.